# Rotary Youth Leadership Awards
Rotary Youth Leadership Awards (RYLA) es un programa de liderazgo coordinado por los clubes rotarios de todo el mundo. Cada año, miles de jóvenes participan en este programa. Los jóvenes de 13 a 30 años de edad son patrocinados por los clubes rotarios para asistir al evento organizado por el comité distrital del club. Los participantes son elegidos por su potencial de liderazgo. Los clubes rotarios y los distritos rotarios cubren todos los gastos de los participantes. El formato del evento varía de distrito a distrito, pero comúnmente toma la forma de un seminario, un campamento o un taller para discutir las habilidades de liderazgo y para aprender esas habilidades a través de la práctica. Los clubes rotarios y los distritos rotarios, seleccionan a los participantes y facilitan el plan de estudios del evento.
- Datos: Q7370259